# シージャック (映画)
シージャック（英: Perilous Voyage）は、1976年に放映されたアメリカ合衆国のテレビ映画である。

## あらすじ
南米で革命が停滞する中ゲリラが武器を積んだ船を乗っ取り、乗客全員を人質に取る。

## キャスト
| 役名                   | 俳優                           | 日本語吹替                     |
| 役名                   | 俳優                           | NETテレビ版                    |
| ---------------------- | ------------------------------ | ------------------------------ |
| アントニオ・ディロン   | マイケル・パークス             | 納谷悟朗                       |
| レイナルド・ソロリス   | マイケル・トラン               | 小林清志                       |
| ヴァージニア・モンロー | リー・グラント                 | 平井道子                       |
| スティーブ・モンロー   | ウィリアム・シャトナー         | 仲村秀生                       |
| サラザール将軍         | フランク・シルヴェラ           | 富田耕生                       |
| ハンフリーズ船長       | チャールズ・マッグロー         | 大木民夫                       |
| アメリア               | ルイーズ・ソレル               | 杉山佳寿子                     |
| メーリル医師           | ヴィクター・ジョリー           | 和田啓                         |
| リコ                   | スチュアート・マーゴリン       | 寺島幹夫                       |
| マギー                 | バーバラ・ワール               | 中島喜美栄                     |
| 大佐                   | ヴァレンティン・デ・ヴァルガス | 嶋俊介                         |
| ハンセン副長           |                                | 藤本譲                         |
| リカルド               |                                | 野本礼三                       |
| 船員                   |                                | 国坂伸                         |
| パブロ                 |                                | 村松康雄                       |
|                        |                                |                                |
| 演出                   | 演出                           | 高桑慎一郎                     |
| 翻訳                   | 翻訳                           | 鈴木導                         |
| 効果                   | 効果                           | 大野義信                       |
| 調整                   | 調整                           | 栗林秀年                       |
| 制作                   | 制作                           | グロービジョン                 |
| 解説                   | 解説                           | 児玉清                         |
| 初回放送               | 初回放送                       | 1976年8月21日 『土曜映画劇場』 |